# Digna Sinke

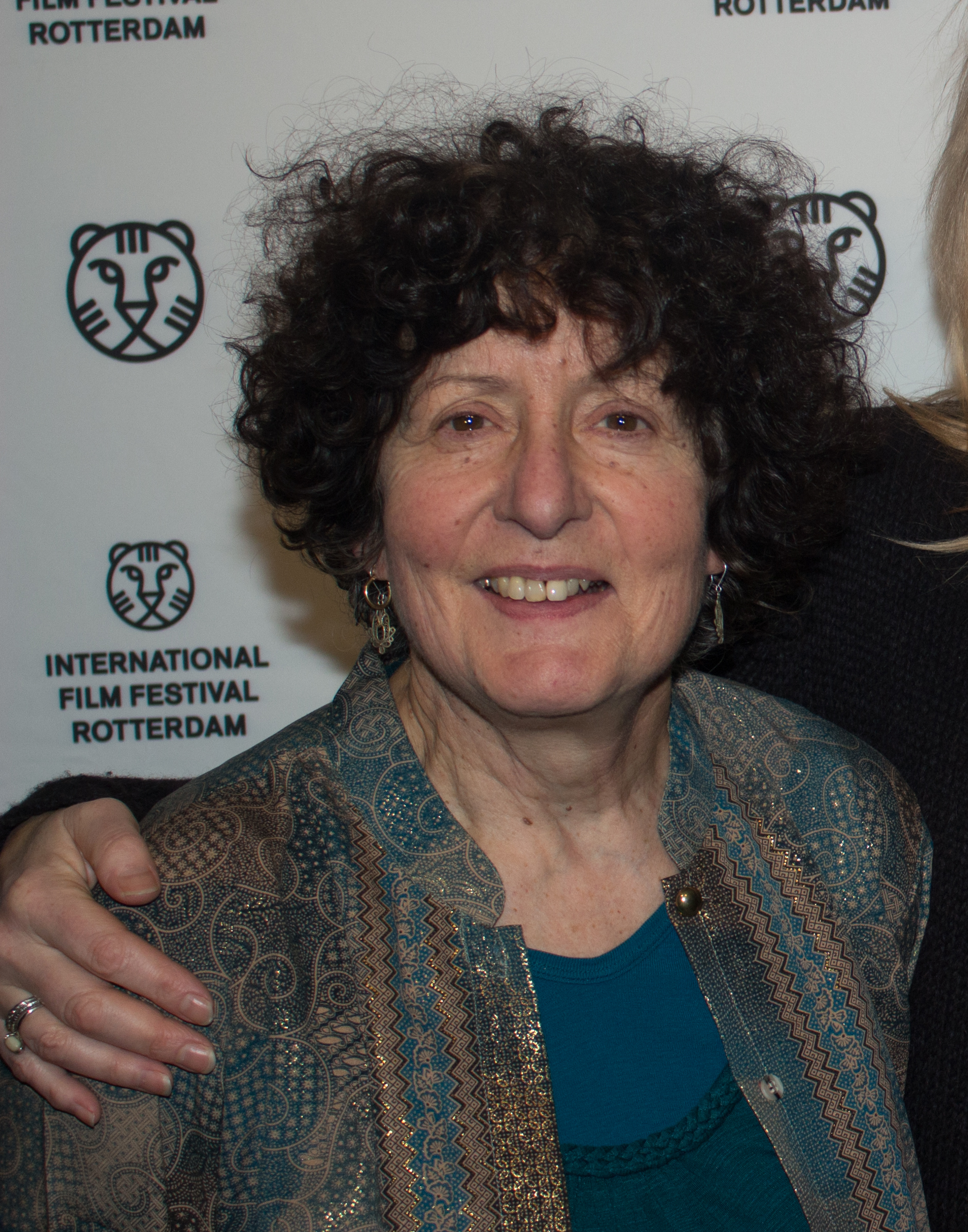
Digna Sinke bij het Internationaal Film Festival Rotterdam (2016)

Digna Sinke (Zonnemaire, 17 oktober 1949) is een Nederlands filmmaakster. 

## Leven en werk
Ze werd geboren op Schouwen-Duiveland (waar ze in 2025 nog steeds een huisje en tuintje heeft), maar verhuisde al snel naar Middelburg.   Ze groeide op in een niet al te streng gereformeerd gezin.  Wel werden er geestelijke en seculiere liederen gezongen begeleid van achter het harmonium, dat veel later nog eens van pas zou komen. Na het Utrechts Stedelijk Gymnasium wilde ze eigenlijk de kant op van sleepbootkapitein (dat bleek een mannenberoep) of architect. Ze meldde zich echter bij de Academie voor Beeldende Kunsten Sint-Joost te Breda en Nederlandse Filmacademie in Amsterdam, die laatste vroeg wanneer ze kon beginnen.  Al tijdens haar opleiding kon ze aan het werk als montage-assistente van Jan Bosdriesz bij de ontwikkeling van Turks Fruit. Ze archiveerde niet gebruikte opnamen voor het geval dat ze alsnog gebruikte zouden moeten worden. 
Ze studeerde daar in 1972 af met de korte film Groeten uit Zonnemaire (jonge vrouw keert terug naar geboortegrond). Sindsdien maakte ze een aantal documentaires en lange speelfilms. Haar film De Stille Oceaan draaide in het competitieprogramma in Berlijn (1984). Haar speelfilm Belle van Zuylen - Madame de Charrière won in 1994 de Grote Prijs op het festival van Mannheim. Ze regisseerde drie documentaires over het eiland Tiengemeten in het Haringvliet.

Na het overlijden van levenspartner René Scholten (1943-2001)  heeft zij het filmproductiebedrijf Studio Nieuwe Gronden (nu: SNG Film) overgenomen, en is ze ook werkzaam als producent. Als producent is ze onder meer verantwoordelijk voor Kala azar (regie: Janis Rafa), Hoogtijdagen (regie: Ben van Lieshout), Georgica (regie: Katelijne Schrama), Droom & Daad (regie: Annette Apon), Wavumba (regie: Jeroen van Velzen), De Engel van Doel (regie: Tom Fassaert), Zwarte Ogen (regie: Jan Bosdriesz), Winterstilte (Sonja Wyss), L'Ami Hollandais (Pieter Jan Smit), Reimerswaal (Clara van Gool).
Bij vlagen beweegt Sinke zich op andere artistieke terreinen. In de jaren zeventig waren gouaches, foto's en reisverslagen van haar te zien op exposities bij Galerie Mokum (Amsterdam, 1973), het Langhuis (Zwolle, 1979) en Galerie Beeld en Aambeeld (Enschede, 1979). In 2009 was er een installatie ("De Watersnoodramp") van haar te zien bij Perron 1 in Delden. In 2020 exposeerde ze in De Bewaerschole (Meanderen tussen ordening en chaos) waarvoor ze de korte film Grenzen maakte. 

Sinke schreef columns voor AV-journaal en was co-auteur van het boek Kunst en beweging, verschenen in 1996 ter gelegenheid van het 50-jarig bestaan van de Federatie van Kunstenaarsverenigingen.
Ter gelegenheid van het 40-jarig jubileum van Studio Nieuwe Gronden/SNG Film publiceerde ze (in samenwerking met Hugo Naber) het boek Onmogelijke Films dat genomineerd werd voor de Louis Hartlooperprijs.
Sinds 1977 heeft ze naast haar filmwerk allerlei bestuurs- en adviesfuncties vervuld: o.a. als vicevoorzitter van het Amsterdams Fonds voor de Kunst, lid en kernraadslid van de Raad voor de Kunst, voorzitter van de Federatie van Kunstenaarsverenigingen, bestuurslid van Kunsten 92, FPN en NAPA. In 1991 was ze een van de oprichters van DIFA (Dutch Documentary and Independent Film Association). In 2000 was ze betrokken bij de oprichting van de Federatie Filmbelangen. Ook gaf ze samen met cameraman Albert van der Wildt cursussen aan filmcollectieven.
In 2008 regisseerde Sinke de film Atlantis, waarvoor ze ook het scenario schreef. De film speelt zich af in de nabije toekomst en gaat over een 14-jarig meisje, Xenia, dat gespeeld wordt door Pitou Nicolaes. Een werkversie van Atlantis was eind 2008 te zien op het Internationaal filmfestival van San Sebastian. In maart 2009 ging de film officieel in première op het International Film Festival Breda.
In 2010 sloot ze haar langlopende project over het eilandje Tiengemeten af met de film Weemoed & Wildernis (Wistful Wilderness). De film won de prijs voor de beste documentaire op het FIFE (Festival International du film d'Environnement) te Parijs en op het Neue Heimat festival in Freistadt.
De korte film Alle dagen even mooi (Lovely weather every day) ging in 2013 in première op het Nederlands Filmfestival en leverde haar de DDG-award voor de meest opmerkelijke korte fictiefilm uit 2013 op. Eerder was de film als work-in-progress te zien geweest als deel van het beeldende kunst project De Buitenbioscoop (MIKC, Delden 2012).
De lange film After the Tone ging in première op het IFFR 2014 (International Film Festival Rotterdam). De teksten voor de film zijn geschreven door Henk Burger, het beeldconcept is van Digna Sinke. In de film worden een jaar lang de voicemailberichten aan een zekere Onno gevolgd, maar Onno blijkt verdwenen (logline: Hoe ga je om met het gegeven dat iemand die je na aan het hart ligt plotseling spoorloos verdwenen is? Kan je verdergaan met je leven, terwijl je wacht op zijn terugkomst?). De film kan een hybride film genoemd worden: het is een speelfilm omdat het verhaal fictief is en de teksten door acteurs (Dragan Bakema, Rifka Lodeizen, Olga Zuiderhoek, Josefien Hendriks) gesproken worden, maar de beelden zijn feitelijk documentair en laten de acteurs niet zien. De film is op een aantal festival te zien geweest en kwam op de tweede plaats in de Top Tien van beste Nederlandse speelfilms in de Filmkrant.
In 2015 liet ze in de documentaire Onder de oppervlakte problemen van het ontpolderen van de Hedwigepolder zien. In 2018 volgdeBewaren of hoe te leven over de (haar) achtergrond van verzamelen (tegengaan verlatingsangst of liefde voor geschiedenis).   Beide films werden genomineerd voor een Gouden Kalf voor beste lange documentaire. 
In 2016 werd de Groeneveldprijs aan haar toegekend voor haar totale oeuvre. In 2023 kreeg ze het Gouden Kalf voor de Filmcultuur  Het leverde direct ook een tegel op in de Walk of Fame Vinkenburgstraat Utrechtse met de uitdrukking "'t Wiest z'n eige" (Het wijst vanzelf). 
In 2023 werd haar vijftigjarige carrière als filmmaker bekroond met het Gouden Kalf voor de Filmcultuur. De jury roemde haar ‘eigenheid in onderwerpkeuze’ en haar bijdrage aan jong talent.

### Hemelsleutel
Hemelsleutel (2024) is een soort vervolg op Weemoed & Wildernis (2010), dat ging over de 15-jarige herontwikkeling van Tiengemeten van akkerbouwgebied naar natuurgebied.  Havenbedrijf Amsterdam vroeg haar om een soortgelijke documentaire over de herontwikkeling het Westelijk Havengebied.  Ondanks dat diverse opzetten daartoe werden afgekeurd wist Sinke er een te vinden, die wel de goedkeuring kreeg. Het werd een film over een (buitenbeeld blijvend) fotografe, die die overgang vastlegt. Het werd een film zonder echte acteurs, de beoogd acteur voor de fotograafrol van Lea Jacqueline Blom haalde de eindmontage ook niet; Sinke sprak zelf de teksten in; acteurs zijn nog wel te horen.  Het resultaat van allerlei ingrepen zorgde ervoor dat ze de film zelf omschreef als “raar”. Sinke is overigens in de film ook te horen achter het eerder genoemde harmonium.   De film ging in première tijdens het International Film Festival Rotterdam op 2 februari 2025. De vertoning werd gevolgd door een gesprek met Sinke waarin zij inging op het persoonlijke karakter van de film, en haar keuze om zelf de voice-over te doen.

## Hobby’s
Behalve filmmaker is Sinke fervent filmliefhebber. Zo is ze frequent te vinden in de bioscopen/filmzalen van IFFR, Filmhallen, Het Ketelhuis, Lab111 en Filmhuis Cavia.   Daarnaast verzamelt ze suikerzakjes (waarin ze de geschiedenis van Nederland terugvindt) en tuiniert ze in Zonnemaire. 

## Als regisseur
- 2024 – Hemelsleutel (IRRF)
- 2020 - Grenzen (korte film)
- 2018 - Bewaren - of hoe te leven (documentaire)
- 2015 - Onder de oppervlakte (documentaire)
- 2014 - After the Tone (tevens camera)
- 2013 - Alle dagen even mooi (korte film)
- 2010 - Weemoed & Wildernis (documentaire)
- 2010 - Nieuw Tiengemeten (documentaire)
- 2009 - Atlantis
- 2006 - Tiengemeten 2001-2006 (documentaire)
- 2005 - Brossa, le cinéma invisible (documentaire)
- 2004 - Hoop & Verwachting (korte film)
- 2001 - Tiengemeten - Deel 1 (documentaire)
- 1999 - Lucht om na te denken (opdrachtfilm voor het Fonds BKVB)
- 1993 - Belle van Zuylen - Madame de Charrière
- 1992 - Boven de bergen
- 1991 - Niets voor de eeuwigheid(documentaire)
- 1991 - Afscheid (korte film)
- 1985 - Nieuwe golf (documentaire)
- 1984 - De stille oceaan
- 1982 - De hoop van het vaderland (documentaire)
- 1973 - Stadrand (samen met Peter Jasnaï en Pieter de Vos)
- 1972 - Groeten uit Zonnemaire (documentaire)